# Dietrich Stein (Ingenieur)
Dietrich Stein (* 3. November 1938 in Ströbitz; † 5. August 2024) war ein deutscher Bauingenieur und Hochschullehrer. Er war Professor für Leitungsbau und Leitungsinstandhaltung der Ruhr-Universität Bochum und Gründer des „Instituts für Kanalisationstechnik“ (IKT).

## Werdegang
Stein studierte Bauingenieurwesen an der Hochschule für Bauwesen Cottbus und wurde 1970 von der Hochschule für Verkehrswesen „Friedrich List“ in Dresden promoviert mit dem Thema Untersuchungen über die Scherfestigkeit grobkörniger Schüttmaterialien unter Verwendung eines großformatigen Kastenschergerätes. Nach einer Tätigkeit als Projektierungs- und Versuchsingenieur war er in leitender Funktion in der Wasserwirtschaft tätig. Seine praktischen und wissenschaftlichen Erfahrungen sammelte er im Talsperren- und Speicherbau in Dresden, Gersdorf und Berlin und seine hochschulpädagogischen Erfahrungen von 1975 bis 1977 an der Ingenieurhochschule Cottbus im Lehrgebiet „Vorfertigung und Technikum“. Nach seiner Übersiedlung in die Bundesrepublik Deutschland fand er 1979 einen neuen Wirkungskreis an der Ruhr-Universität Bochum, wo er 1981 auf dem Gebiet der Bauverfahrenstechnik mit dem Thema „Kolkbildung und ihre Verhinderung an Offshore-Plattformen“ habilitierte und 1991 zum Universitätsprofessor für das neue, von ihm initiierte Lehrgebiet „Leitungsbau und Leitungsinstandhaltung“ berufen wurde. Von 1979 bis zu seinem Ruhestand 2003 forschte und lehrte er an der Ruhr-Universität Bochum.
Auf seine Initiative geht auch die Gründung vom „Institut für unterirdische Infrastruktur (IKT)“ in Gelsenkirchen zurück, dessen wissenschaftlicher Direktor er von 1994 bis 2000 im Nebenamt war. Hierbei handelt es sich um eine weltweit einmalige Versuchseinrichtung für die Kanalisationstechnik.
Bekanntheit errang er durch seine Forschungen zu unterirdischen Leitungsröhren zum Transport von Waren, namens CargoCap. Er gründete 2006 für die Umsetzung des Konzepts die CargoCap GmbH, die 2021 in die 1994 gegründete Beratungsgesellschaft Stein & Partner übergegangen ist. In der letzten Ausbaustufe wurde sein minimal-invasiver Leitungsbau mit Individualverkehr kombiniert.
National und international wirkte Dietrich Stein in zahlreichen Organisationen und Gremien und ist als Autor der Standardwerke Instandhaltung von Kanalisationen, Grabenloser Leitungsbau und Der begehbare Leitungsgang bekannt. Im Jahr 2018 wurde ein internationaler Preis für besondere Leistungen im geschlossenen Leitungsbau nach ihm benannt, der „Dietrich Stein Trenchless Outstanding Contribution Award“.
Für seine Verdienste bei der internationalen Anerkennung der deutschen Abwassertechnik, der Förderung der diesbezüglichen internationalen wissenschaftlichen Zusammenarbeit und der Integration der ostdeutschen Abwassertechnik wurde er mit der Verleihung des Bundesverdienstkreuzes am Bande gewürdigt. Ebenso zählen zahlreiche Patente zu seinem Lebenswerk.
Mit der Gründung des Ingenieurbüros Prof. Dr.-Ing. Stein & Partner GmbH im Jahre 1995 stellte Dietrich Stein frühzeitig die Weichen zur konsequenten und fachlich hochqualifizierten Weiterbearbeitung seines Fachgebietes sowie für den Bereich für die Aus- und Weiterbildung auch nach seinem Ausscheiden als Hochschullehrer.